# Molino de gofio Las Mercedes
El Molino de gofio Las Mercedes es un molino ubicado en entidad de población de Las Mercedes perteneciente a San Cristóbal de La Laguna en Tenerife, España.

## Historia

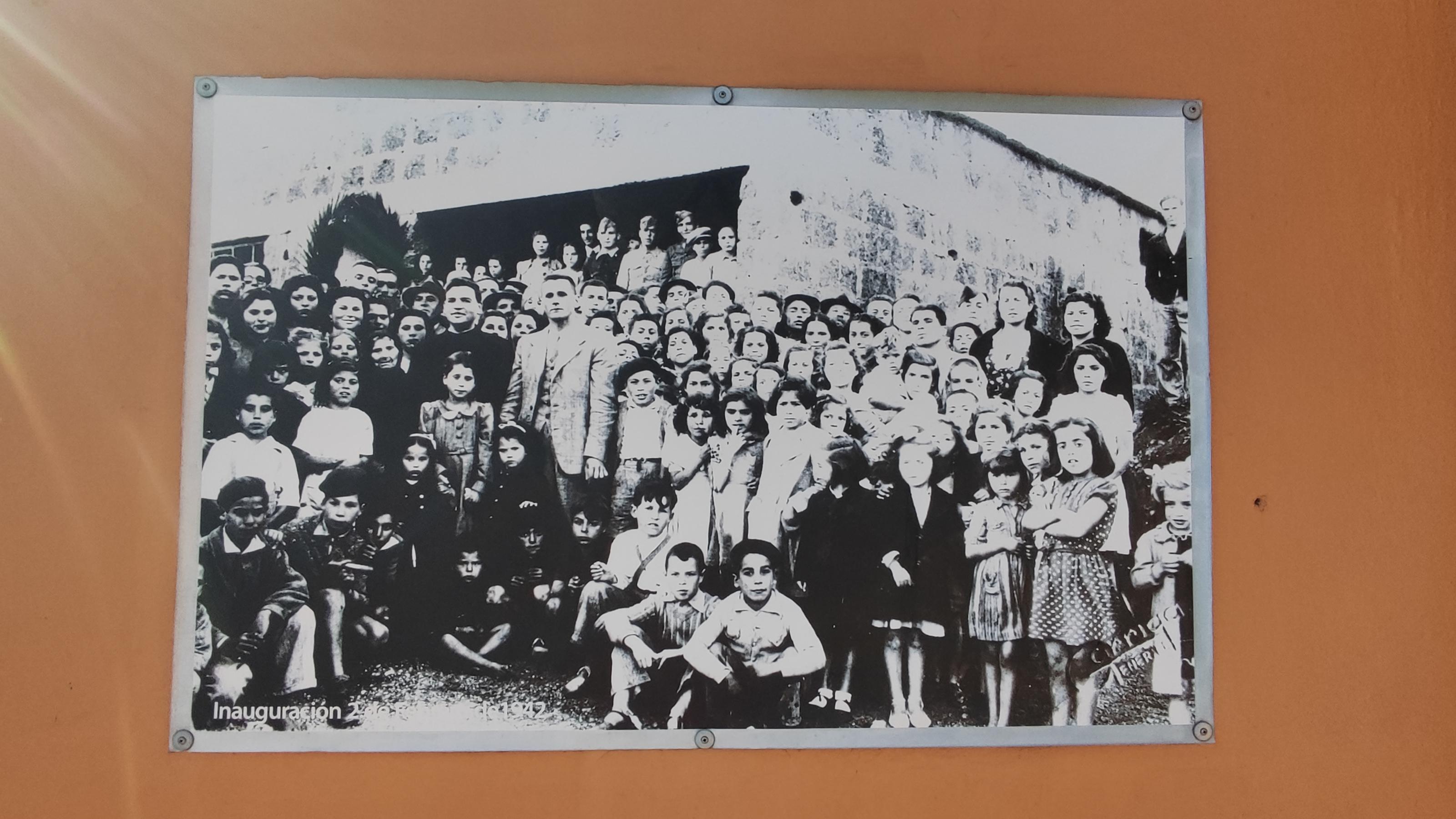
Inauguración del molino en 1942

El Molino de gofio Las Mercedes está ubicado en la carretera del Monte de Las Mercedes. El 2 de febrero de 2022, día de La Candelaria, cumplió 80 años de historia.
Para la inauguración del molino hubo una fiesta popular. De ese momento tan significativo guardan como recuerdo algunas fotografías antiguas que se exponen en la zona de la entrada. Fue en su inauguración cuando se le acuñó el nombre “Fuerza de voluntad”, un lema que bien resume todo el sacrificio que requirió su puesta en marcha en el año 1942, una frase que hoy se puede leer en un gran cartel que cuelga a la entrada del local. A esta frase le sigue otra muy curiosa: “Patrocinado por la Virgen de Candelaria”, patrocinio conseguido tras abrir sus puertas justo el día de la Patrona de Tenerife.En aquellos tiempos de tantas penurias, montar cualquier tipo de industria, aunque fuese pequeña, constituía un gran sacrificio y mucha «fuerza de voluntad», por lo que era costumbre, al igual que hoy, pedir ayuda a las creencias superiores, lo que se pagaba después con el cumplimiento de alguna promesa.

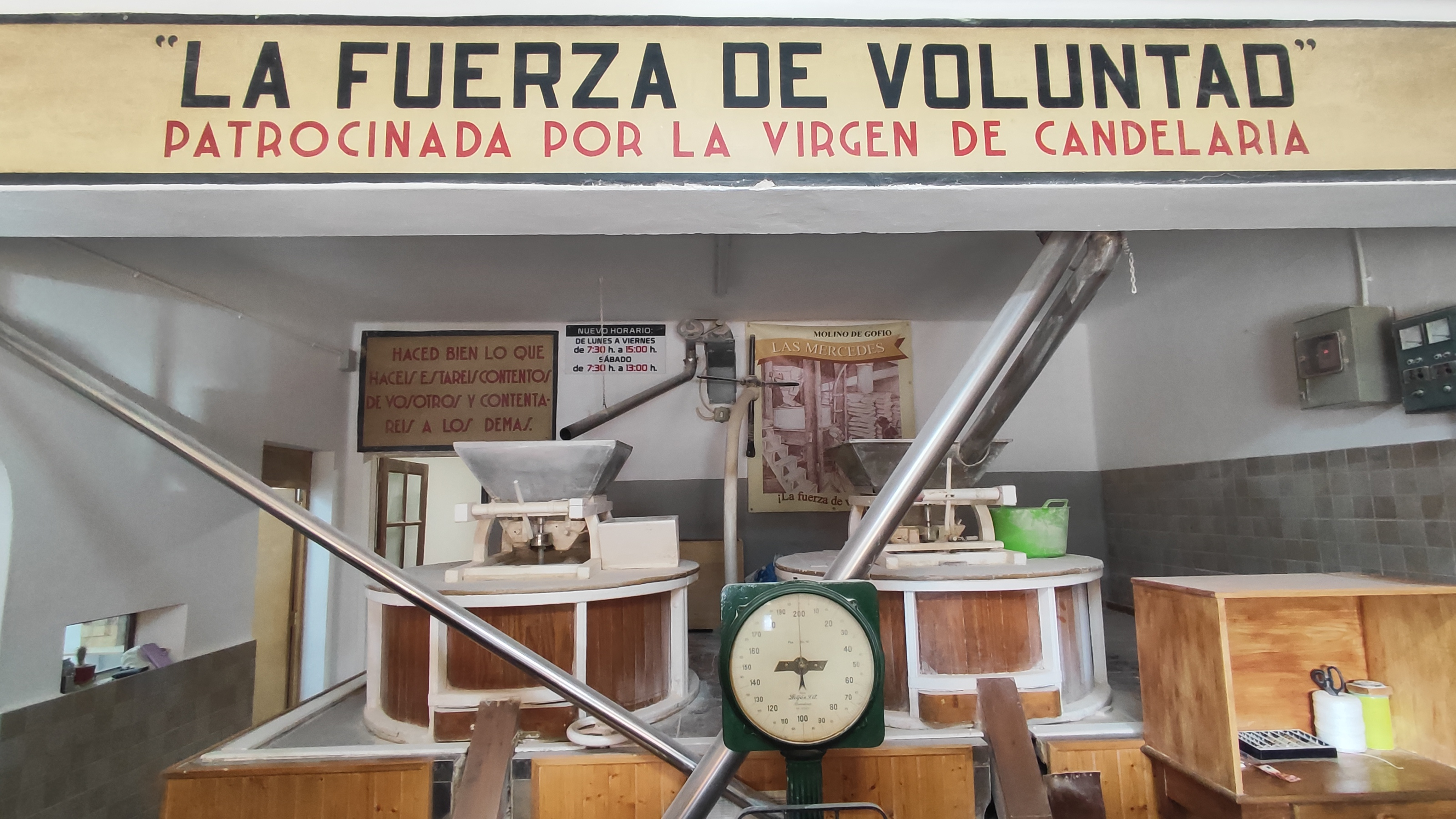
Interior del molino

El molino sufrió algunas reformas, fundamentalmente para adaptarse a las nuevas normativas: sustituir la madera por acero inoxidable, etc.; a pesar de todo esto, se trabaja casi de forma artesanal, permitiendo llevar a cabo un exhaustivo control del producto y conservando toda la calidad.

## Premios y reconocimientos
- 2021 Medalla de plata en el Concurso Oficial de Gofios Agrocanarias 2021, gracias a su extraordinario gofio de mezcla (trigo y millo).[2]